# NGC 5543
NGC 5543 est une galaxie spirale située dans la constellation du Bouvier. Sa vitesse par rapport au fond diffus cosmologique est de 7 408 ± 17 km/s, ce qui correspond à une distance de Hubble de 109,3 ± 7,7 Mpc (∼356 millions d'al). NGC 5543 a été découverte par l'astronome prussien Heinrich Louis d'Arrest en 1865.
Selon la base de données Simbad, NGC 5543 est une galaxie LINER, c'est-à-dire une galaxie dont le noyau présente un spectre d'émission caractérisé par de larges raies d'atomes faiblement ionisés.